# Чемпионат мира по бобслею и скелетону 1982
36-й чемпионат мира по бобслею и скелетону прошёл с 6 по 14 февраля в 1982 году в городе Санкт-Мориц (Швейцария). Впервые в программе чемпионатов мира были проведены соревнования по скелетону у мужчин.

## Бобслей

### Соревнование двоек
| Золото                               | Серебро                                      | Бронза                                     |
| Эрих Шерер, Макс Рюгг (4:41,33 мин.) | Ханс Хильтебранд, Ульрих Бехли (+ 0,53 сек.) | Хорст Шёнау, Андреас Кирхнер (+ 0,67 сек.) |

### Соревнование четвёрок
| Золото                                                                         | Серебро                                                                     | Бронза                                                          |
| Сильвио Джобеллина, Хайнц Штетлер, Урс Зальцман, Рико Фрайермут (4:31,94 мин.) | Бернхард Леман, Роланд Ветциг, Богдан Музиоль, Эберхард Вайзе (+ 1,02 сек.) | Эрих Шерер, Франц Исенеггер, Тони Рюгг, Макс Рюгг (+ 1,21 сек.) |

## Скелетон

### Соревнования у мужчин
| Золото        | Серебро     | Бронза     |
| Герт Элсёссер | Нико Барачи | Элаин Вики |

## Медальный зачёт
| Место | Страна    | Золото | Серебро | Бронза | Всего |
| ----- | --------- | ------ | ------- | ------ | ----- |
| 1     | Швейцария | 2      | 2       | 2      | 6     |
| 2     | ГДР       | 0      | 1       | 1      | 2     |
| 3     | Австрия   | 1      | 0       | 0      | 1     |